# Thyenula leighi
Thyenula leighi es una especie de araña saltarina del género Thyenula, familia Salticidae. Fue descrita científicamente por G. W. Peckham & E. G. Peckham en 1903.
Habita en Sudáfrica.